# Rafael Calzada
Rafael Calzada es una localidad de Argentina ubicada en el partido de Almirante Brown, provincia de Buenos Aires.

## Historia
Rafael Calzada, desde su fundación hasta fines de la década del 20 se caracterizó por ser una zona de explotación eminentemente agrícola-ganadera, ya que su mayor riqueza provenía de los productos obtenidos en las quintas, chacras, montes frutales, granjas y tambos. También era importante la fabricación de ladrillos que provenían de varios hornos ubicados en distintos lugares.
Todos los caminos eran de tierra, intransitables en época de lluvias y con extensos pantanos que se formaban en esas épocas, ocupando lugares bajos, sin desagües, etc. Y que solo desaparecían con el transcurso del tiempo y la ayuda de días secos.
Recién en 1940 se construye el primer tramo pavimentado, de solo tres metros de ancho, sobre la avenida San Martín, que conectaba a las vecinas localidades de Adrogué y a José Mármol.
La progresiva parcelación y venta de los predios más importantes fue determinando una nueva fisonomía del primitivo núcleo poblado y agrupado sobre uno de los costados de la vía férrea, para ir extendiéndose paulatinamente y provocando, al mismo tiempo, una lenta desaparición de las explotaciones ganaderas y agrícolas que habían predominado hasta entonces.
En la década del 50 se ensancha la avenida San Martín y se inicia la pavimentación de las principales –las más pobladas- arterias de la villa, lo que le fue dando una nueva característica a la población. Se fue desarrollando un comercio que todavía se halla en evolución, agrupándose especialmente sobre tres arterias: Colón, 20 de septiembre y San Martín.
En la actualidad las zonas despobladas van desapareciendo. En toda su extensión, que es de carácter llano, se levantan casas de familia, comercios, etc. Alternando con manzanas de tierra poco o nada edificadas. Los edificios – casas o chalets- son generalmente de planta baja o de planta baja y primer piso muchos con pequeños jardines.

## Estación del Ferrocarril Roca

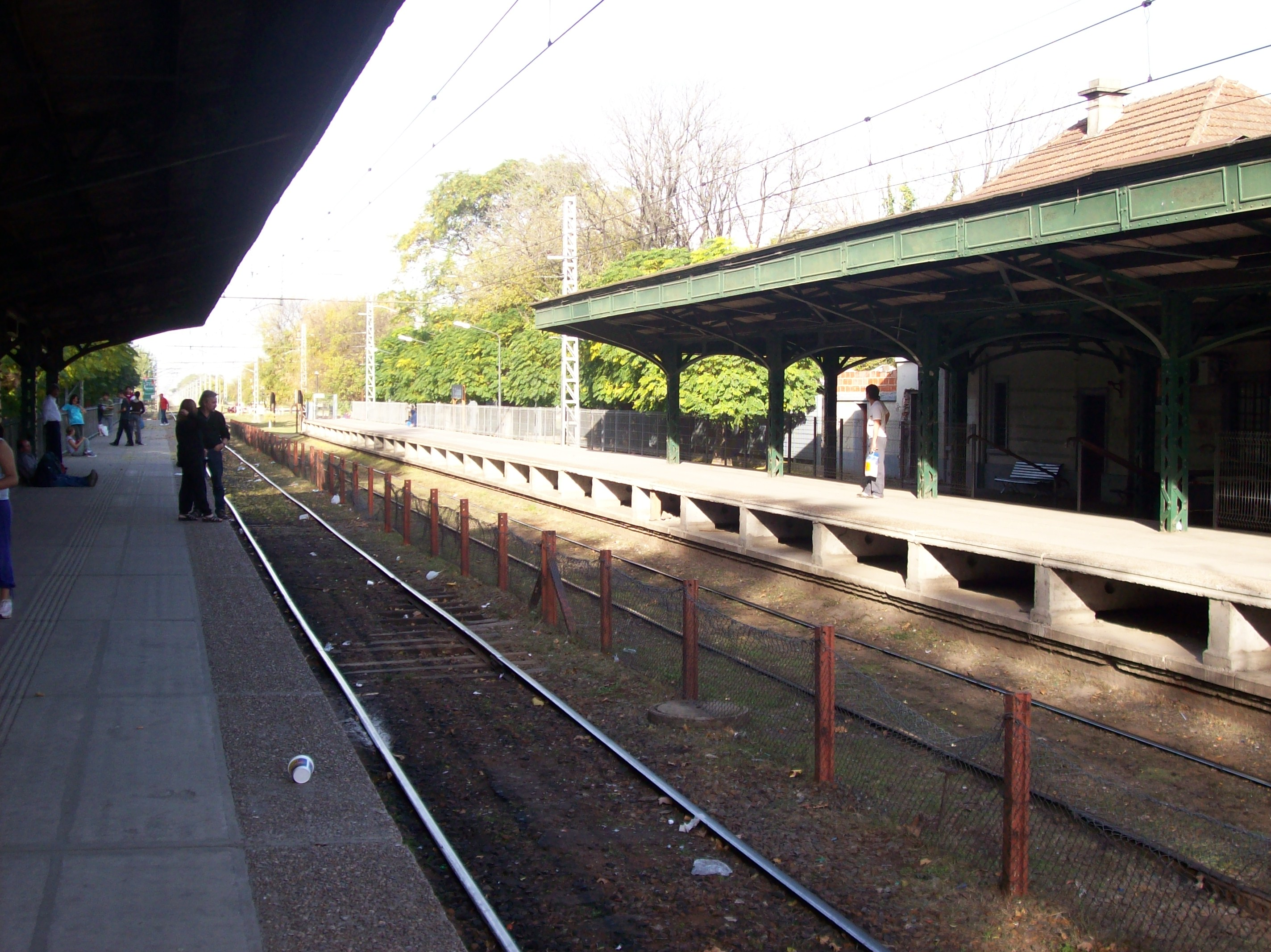
Estación Rafael Calzada

Al fundarse la villa, la empresa del entonces F. C. Sud (actual Roca), acordó establecer una parada de trenes, con casillas de madera, para contribuir al fomento del pueblo, siendo al principio muy limitado su movimiento. Atendía esta parada el señor José Torlaschi.
Con el aumento de la población y la intensificación paulatina del movimiento ferroviario, hubo necesidad de mejorar las comodidades existentes, por lo que se construyó una estación con chapas de madera, inaugurada en 1916 y con el nombramiento como jefe de la misma al señor Rodolfo Giménez.
Como consecuencia de gestiones exitosas, realizadas ante las autoridades ferroviarias realizadas años después, fue posible la construcción del actual edificio de la estación y vivienda, anexa, inaugurada en enero de 1928.

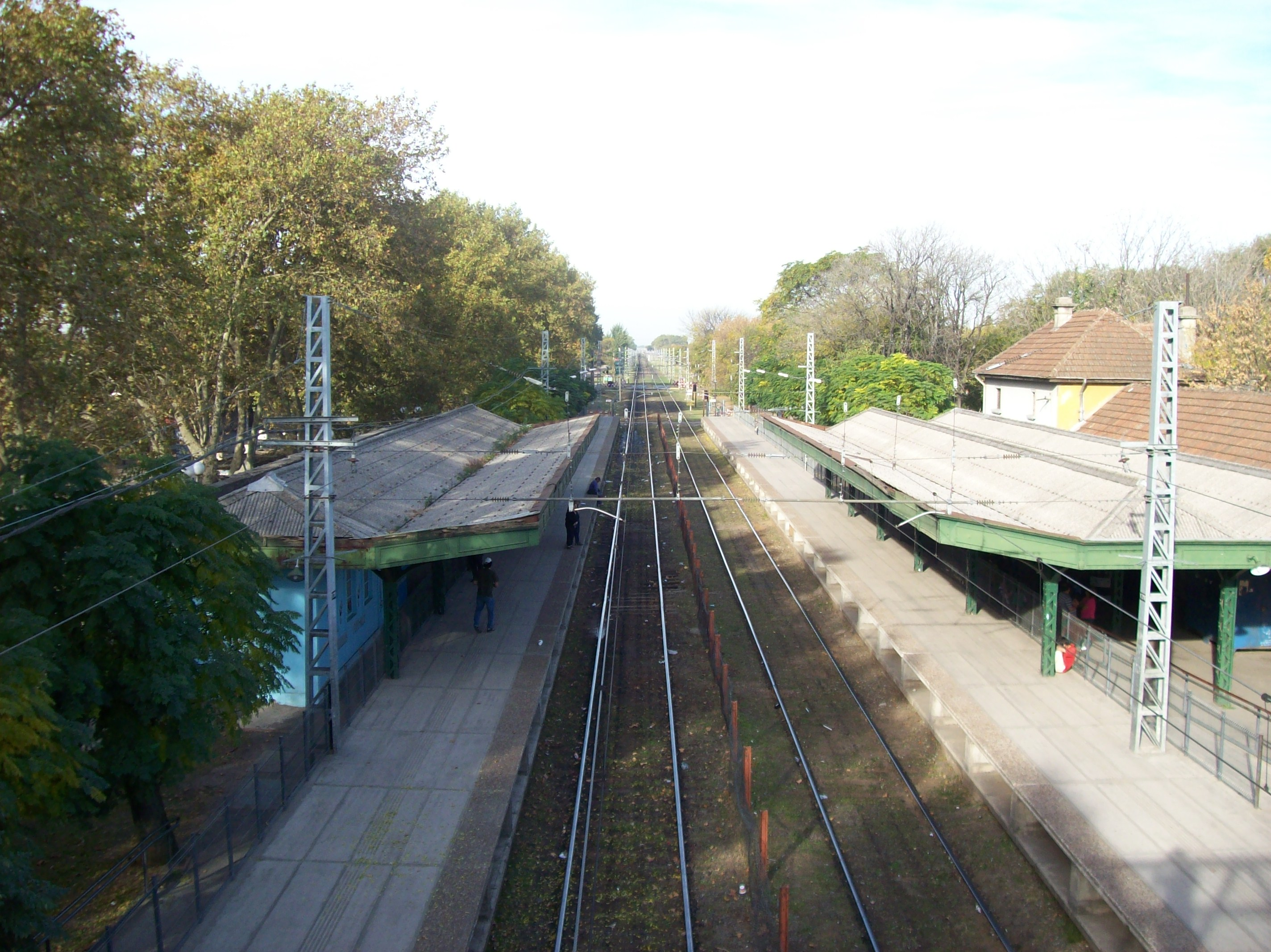
Estación Rafael Calzada desde el puente peatonal

## Geografía
La ciudad de Rafael Calzada dista de la Capital Federal 21,36 km y pertenece al partido de Almirante Brown, conjuntamente con las localidades de Adrogué, Burzaco, Claypole, Glew, Longchamps, José Mármol, Ministro Rivadavia y San José.
Tiene 12,2 km² y una población de 56 419 habitantes (Indec, 2001), lo que representa una densidad de 4 625 habitantes por km².
Limita al norte con José Mármol y San José; al sur con Claypole y Burzaco; al oeste con Adrogué, Burzaco y Mármol; al este con Claypole y San Francisco Solano, este último en el partido de Quilmes.

## Fundación

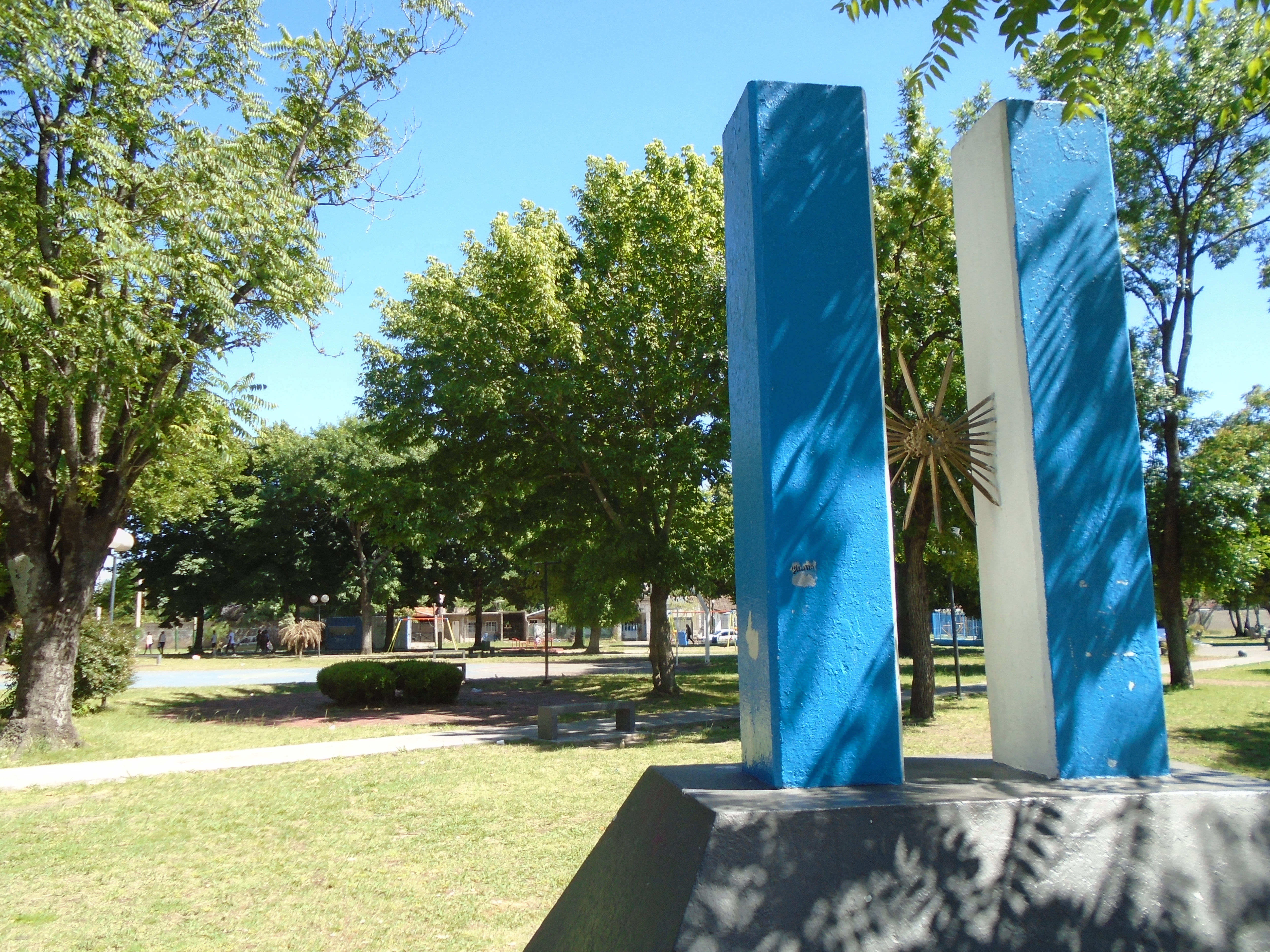
Plaza 25 de Mayo (Rafael Calzada).

Fue fundada el 18 de julio de 1909 en terrenos que pertenecían a los señores Juan M. Monquat, Arturo Peralta Ramos, Carlos Fischer y Juan Chiossone, sucesores del doctor Calzada “en cuyo honor” se fundó la villa.
La nueva localidad nacía con el nombre de Villa Calzada, denominación que mantuvo hasta 1956, en que, en virtud del decreto provincial n.º 244, comenzó a denominarse Rafael Calzada.
Es la única población del partido de Almirante Brown que cuenta con la histórica ceremonia de la colocación de la piedra fundamental y Acta de Fundación. Presidía los destinos de la nación el doctor José Figueroa Alcorta, siendo gobernador de la provincia de Bs. As. El doctor Ignacio Irigoyen e intendente municipal del partido de Almirante Brown, el doctor Atilio Perrando.
La piedra fundamental fue colocada en la plaza 25 de mayo, bendecida por Luis Duprat, vicario general de la Arquidiócesis de Buenos Aires, siendo padrinos Vicente Blasco Ibáñez y Celina González Peña de Calzada.
Vicente Blaszo Ibáñez (1867-1928) fue un destacado novelista y periodista español. Entre su abundante producción literaria puede citarse a “Entre Naranjos”, “La Barraca”, “La Catedral”, “Sangre y Arena”, “Los cuatro jinetes del Apocalipsis”, etc.; algunas de estas obras llevadas al cine o la televisión.
Celina González Peña de Calzada (1876-1960), esposa del doctor Calzada, era hija del presidente del Paraguay, don Juan B. González en la época de su matrimonio realizado en 1891. Tuvo destacada participación en distintos medios sociales y su nombre se halla asociado a importantes acontecimientos, especialmente locales, de su época.

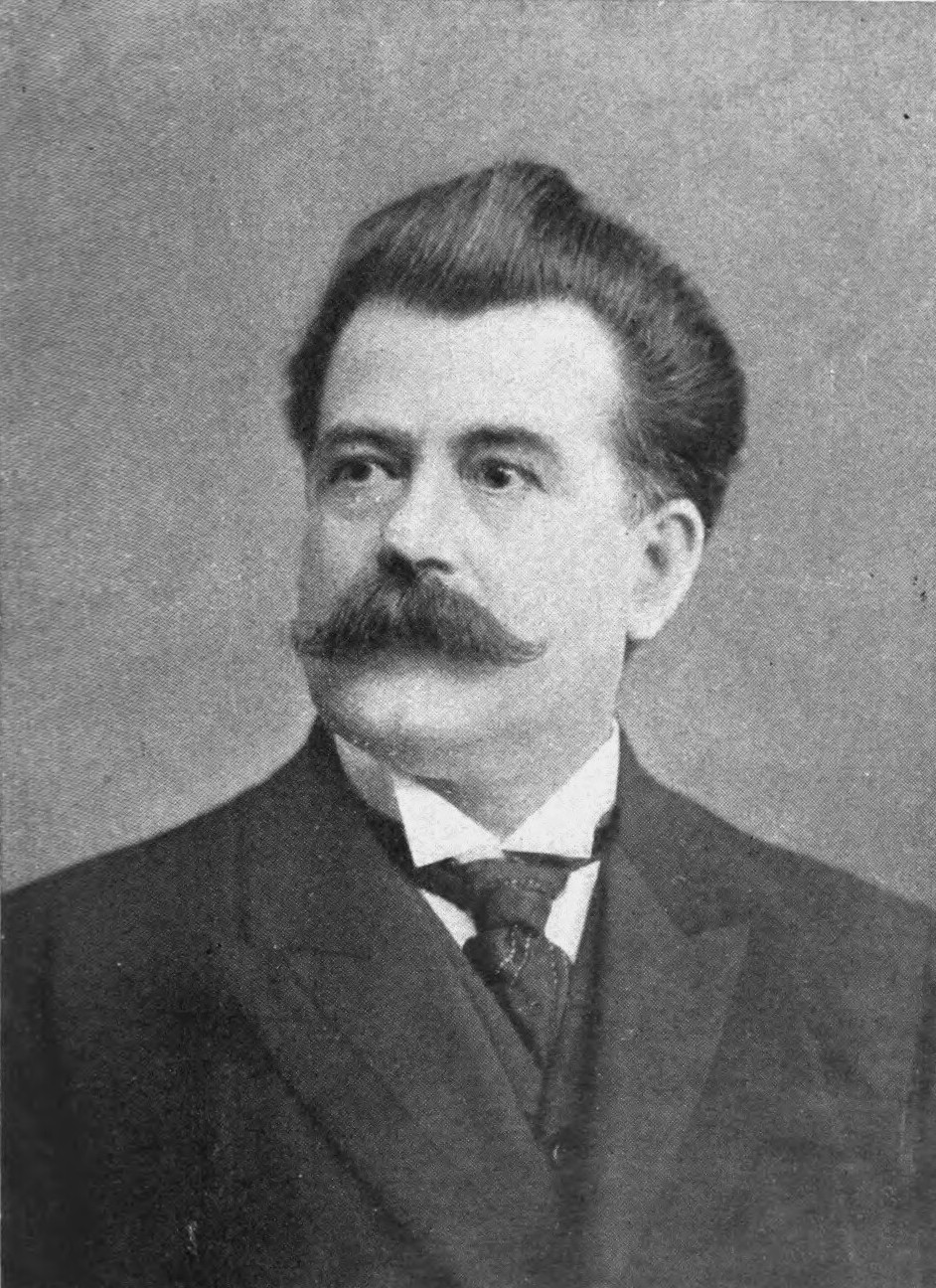
Rafael Calzada.

El nombre de la actual ciudad, “Rafael Calzada”, recuerda a Rafael Calzada Fernández nacido en Navia (Asturias, España) en 1864 y fallecido en la capital federal en 1929, descansando sus restos mortales en el cementerio local. Tuvo descollante actuación en Argentina como abogado, diplomático, periodista, político, escritor y en todas aquellas manifestaciones, que en su época, contribuyeron al mejoramiento de las relaciones hispanoamericanas. Desarrolló, además, una intensa actividad de carácter social, cultural, educativo, etc. que constituye otro aspecto interesante de su personalidad.

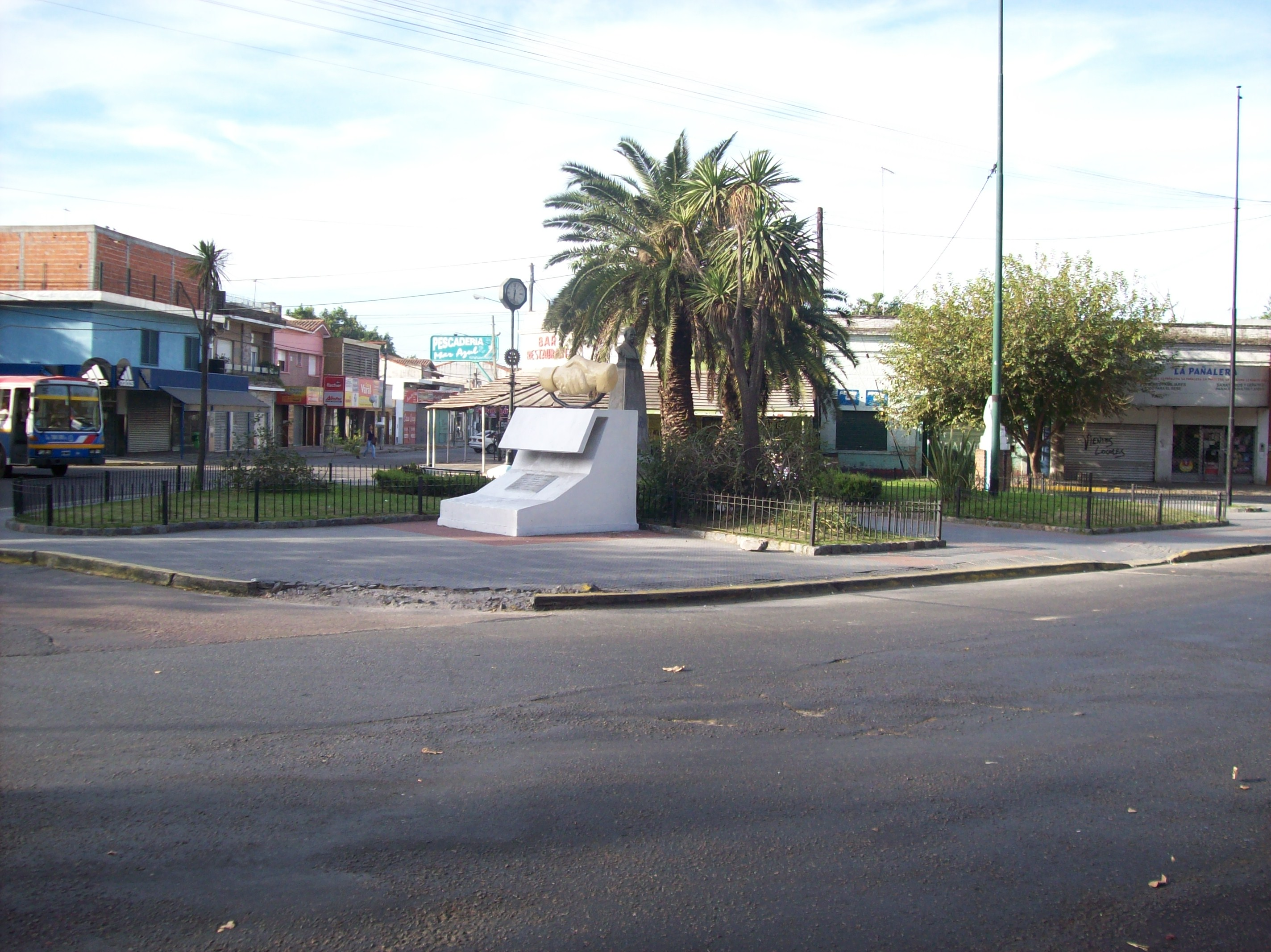
Plazoleta de la Amistad, Rafael Calzada, Argentina

## Plazas
La Plaza 25 de mayo está ubicada entre las calles Colón, Lavalle, Rivadavia y M. Arín. Esta plaza nace con el pueblo; conserva árboles plantados en los primeros años, bajo la mirada del doctor Calzada. Existe en su parte central un mástil, además de juegos infantiles.
La Plaza Juan Martín Miguel de Güemes está ubicada frente a la estación del ferrocarril, lado sur, fue inaugurada en 1963. Profusamente arbolada contiene un busto del prócer, un mástil y juegos infantiles.
La Plazoleta de la Amistad está ubicada también sobre la estación del ferrocarril, pero del lado opuesto, entre las calles Colón, 20 de septiembre y Rafael Calzada. Contiene el busto del doctor Calzada, un mástil, un gran reloj y el monumento a la madre.
El busto de esta plazoleta quedó inaugurado en 1933 y fue costeado por suscripción popular entre vecinos de la villa y de la Capital Federal. La Comisión Pro-Homenaje estuvo integrada por los señores R.P. Guillermo Leusch, Gregorio Etcheguía, Dr. César A. Gustinelli (primer médico de la villa), Carlos Fogeler, José A. Castaño, Alberto Poch y Rogelio Silverio. El Monumento a la amistad escultura que muestra 2 manos entrelazadas está dedicado a Francisco F.Fernández, respetado  vecino, cofundador y presidente en varias acasiones del Club Atlético y Social Villa Calzada y colaborador activo en numerosas asociaciones sin fines de lucro con sede en Rafael Calzada.

## Educación

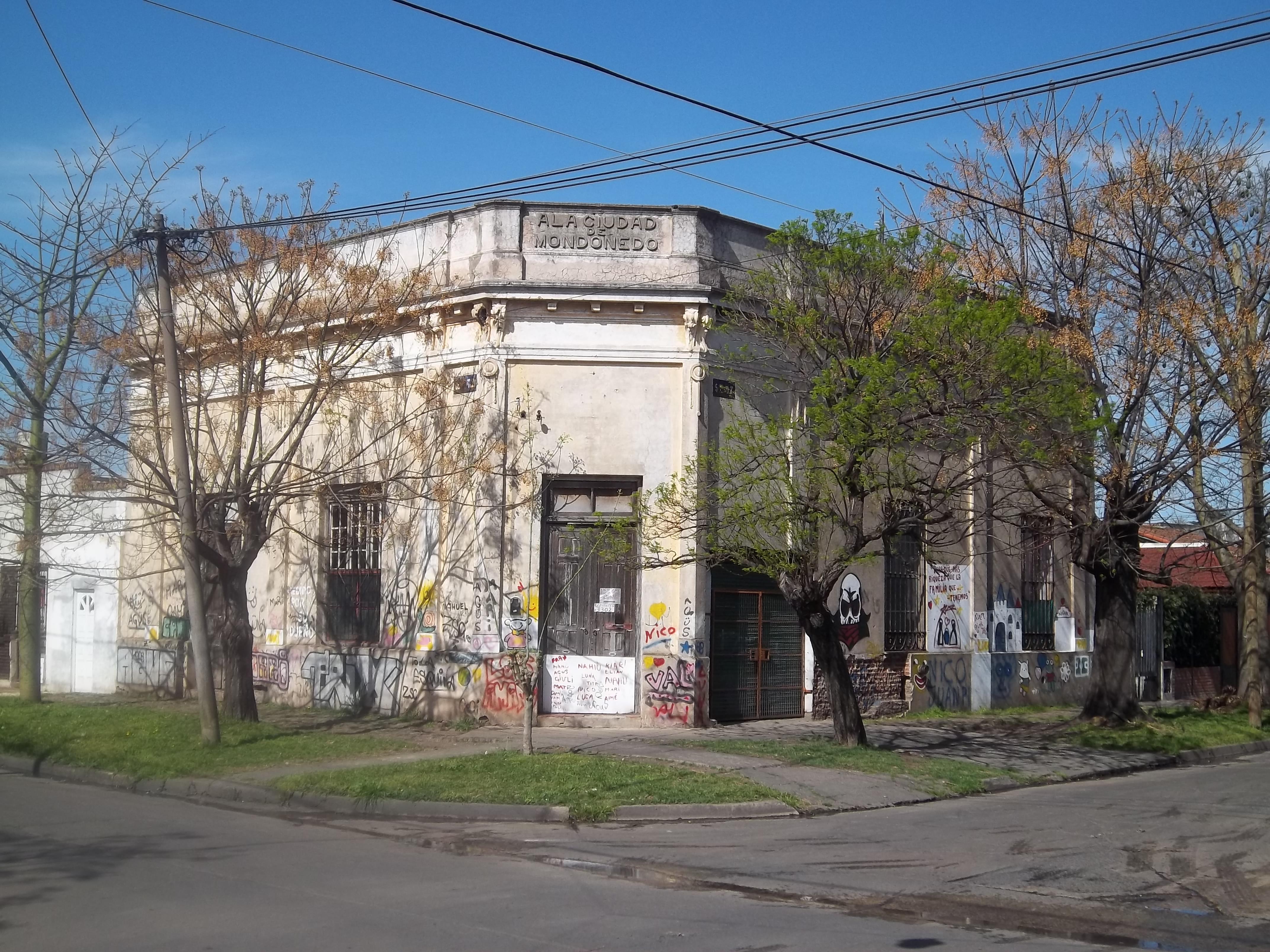
Primera sede de la escuela número 50.

La primera escuela que tuvo la villa fue la actual n.º 54 "Dr. Francisco Pico" (ex 50). Es la escuela más antigua de la ciudad y comenzó a funcionar en 1913, de conformidad con la Ley Láinez, es decir, que tenía sólo hasta 4º grado, en el edificio -que todavía se conserva- ubicado en la esquina de Cervantes y González. Allí se formó la primera promoción de escolares, si bien hasta 4.º grado, los que debían completar el ciclo primario en establecimientos de localidades vecinas. Leonor V. de Finnegan fue su primera directora.
En el año 1927 la escuela se traslada a un nuevo edificio, que todavía se mantiene, ubicado en Colón, entre Py y Margall y González.  La piedra fundamental fue colocada en 1934 y comenzó a funcionar en 1936. La iniciativa de construir este edificio correspondió a la entonces directora Sta. Adela Ots Ortiz, secundada por un excelente conjunto de colaboradores y el personal docente de esa época. Al inaugurarse la obra, era directora la Sra. María Luisa Kral de Samuel Hutton.
En la década del 30 pasan a ocupar el actual solar ubicado a media cuadra de distancia, en la calle Colón esquina Py y Margall. Será sobre este sector que en el año 2005 al desprenderse el tercer ciclo de la EGB 3 de la primaria, se construyen las aulas destinadas al funcionamiento de la Secundaria Básica N.º 10, siendo su primer Director el hasta ese momento coordinador del ciclo Profesor López Espada.

## Sociedad de Fomento
Simultáneamente con la fundación de la ciudad quedó constituida una Comisión de Fomento, cuya integración se halla consignada en el Acta de Fundación. La presidía el señor José Miranda Luaces. Esta comisión funcionó con alguna actividad en los primeros tiempos, pero por distintas razones, acabó por disolverse.
El 27 de julio de 1924 se reúnen varios vecinos presididos por el doctor R. Calzada quienes constituyeron una Comisión, que consideraron continuación de la anterior y que se regiría por sus mismos estatutos de 1909, dejando constancia de su constitución en Acta firmada por todos.
La misma, quedó constituida de la siguiente manera: Presidente: Rafael Calzada. Vicepresidente, Pedro Amadeo; Tesorero, José A. Castaño; Secretario, R.P. Guillermo Leusch; Vocales: José Bassi, Ernesto Amadeo, Edmundo Keen, César A. Gustinelli, José Mosquera, Francisco Palat, Roberto Cazzaniga. Juan B. Chiossone, Luis Méndez Calzada, Ernesto Garriga, Francisco Lera, J. Benito Frías, Vicente Meseguer, Antonio P. Valldosera, Arturo Peralta Ramos, J. M. Monquat y Manuel Díaz.
En 1932 se inaugura el actual edificio, ubicado en San Martín, entre Altamira y 20 de septiembre. Ejercía la Presidencia de la Sociedad don Francisco Palal.

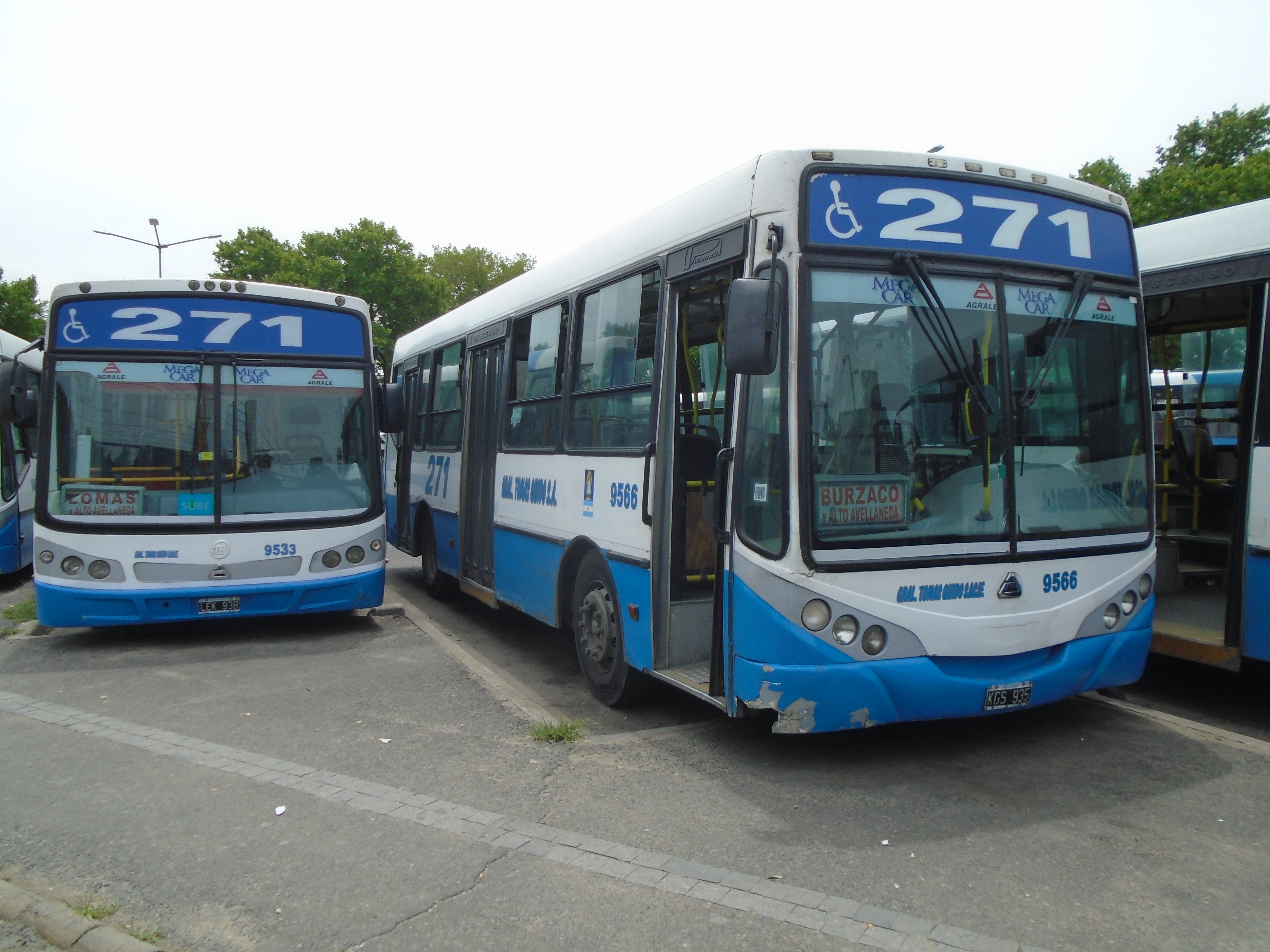
La línea 271 comunica Rafael Calzada con Avellaneda, Lomas de Zamora y otras partes del sur del conurbano.

## Comunicaciones
La ciudad se halla comunicada con la Capital Federal y pueblos vecinos (José Mármol, Adrogué, Burzaco, Claypole, San Francisco Solano, San José, Temperley, Lomas de Zamora, etc.) por las líneas de colectivo 266 271 278 384 505 514 501que llegan, pasan o parten de la estación del FCR.
El Ferrocarril mencionado precedentemente, la conecta con la ciudad de Buenos Aires, La Plata, Quilmes y estaciones intermedias. Está atendida, en la actualidad, por algo más de 100 trenes diarios.
Respecto a transportes cabe una mención recordatorio al tranvía que, en la década del 30 prestó un invalorable servicio. Partía de la estación José Mármol y luego de pasar por M. Arín, penetraba en la ciudad, recorriendo la calle Lavalle y llegando al cementerio local.

## Correos
Comenzó a funcionar como una estafeta de la más ínfima categoría, en la casa del Sr. José Torlaschi, ubicada en la calle Rivadavia, entre 20 de septiembre y Altamira. Recién en 1925 es reemplazada por una Oficina Postal a cuyo frente se hallaba el señor Enrique Sánchez Lista.
El correo funcionó en distintos locales: primero, como se ha dicho en Rivadavia, casi esquina 20 de septiembre, luego en Solís y 20 de septiembre; posteriormente en Rivadavia y 20 de Septiembre (casi frente a la primitiva estafeta); luego en la esquina del Altamira y Rivadavia, después sobre la avenida San Martín entre González y Pi y Margall, hasta llegar a su último local en la calle Colón casi esquina Pi y Margall, frente a la escuela 54.

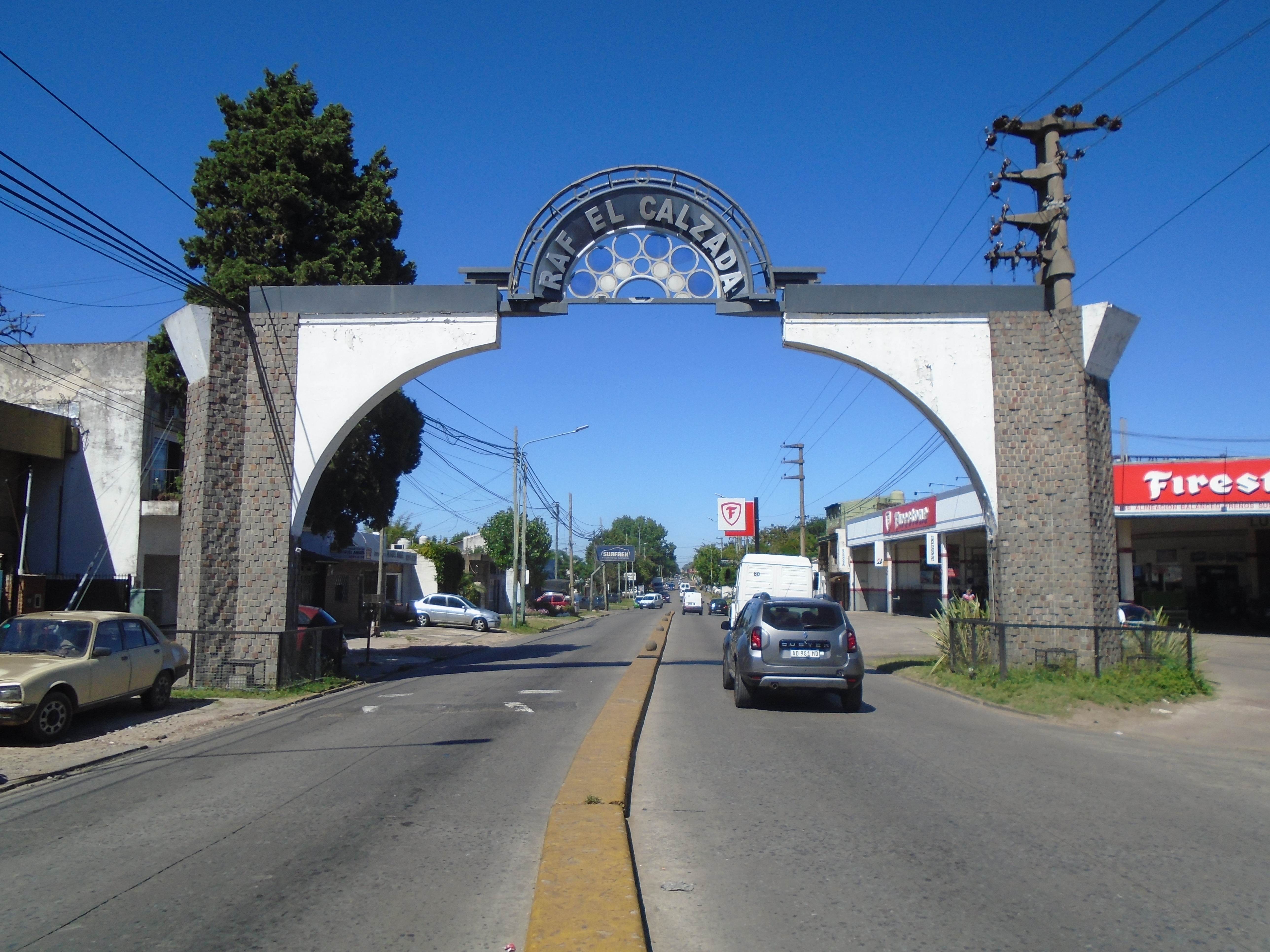
Arco de Rafael Calzada.

## Arco de bienvenida
Ubicado en la avenida San Martín, recibe al visitante, antes de cruzar las vías del FCR. Fue inaugurado en 1966 con motivo de celebrarse el 57.º aniversario de la fundación de la ciudad.
Su construcción se debe a la Comisión Ejecutiva de Festejos Públicos de R.C. que agrupaba a numerosas entidades locales de Bien Público, estando presidida por el señor Horacio López Alcoba.

## Rayito de Sol
Fue el nombre de la primera publicación de carácter escolar, cuyo primer número apareció en abril de 1939, y que se hallaba editado por la Escuela Nacional N.º 50 (actual 54) órgano del Comité de Niños "Rayito de Sol” integrado por alumnos de la misma.

## Chalet "La Celina"
Construida en 1910 frente a la estación del Ferrocarril Roca. Constituyó un obsequio que el doctor Calzada hiciera a su señora esposa doña Celina González Peña. Habitaron en él desde fines de 1911 y fue centro de reunión, donde personalidades de la época se hicieron presentes, como Ortega y Gasset, López de Gomara, Salvador Rueda, Marco M Avellaneda, etc. En 1950 un incendio provocó su completa destrucción, perdiéndose muebles, biblioteca, obras de arte, etc.

## Colegio José Manuel Estrada
El Colegio José Manuel Estrada, perteneciente a la Congregación del Verbo Divino, fue fundado cuando apenas había viviendas en el pueblo. La piedra fundamental se colocó el 6 de enero de 1920, y dos años después, el 12 de marzo de 1922 se inaugura oficialmente la Escuela Apostólica, fecha elegida con premeditación por conmemorarse el tricentenario de la canonización de San Francisco Javier, patrono de la casa. En este Colegio funciona un museo, es el "Museo de las Misiones" y en él se exhiben objetos procedentes de los países donde misionaron los sacerdotes y Hermanos religiosos verbitas.

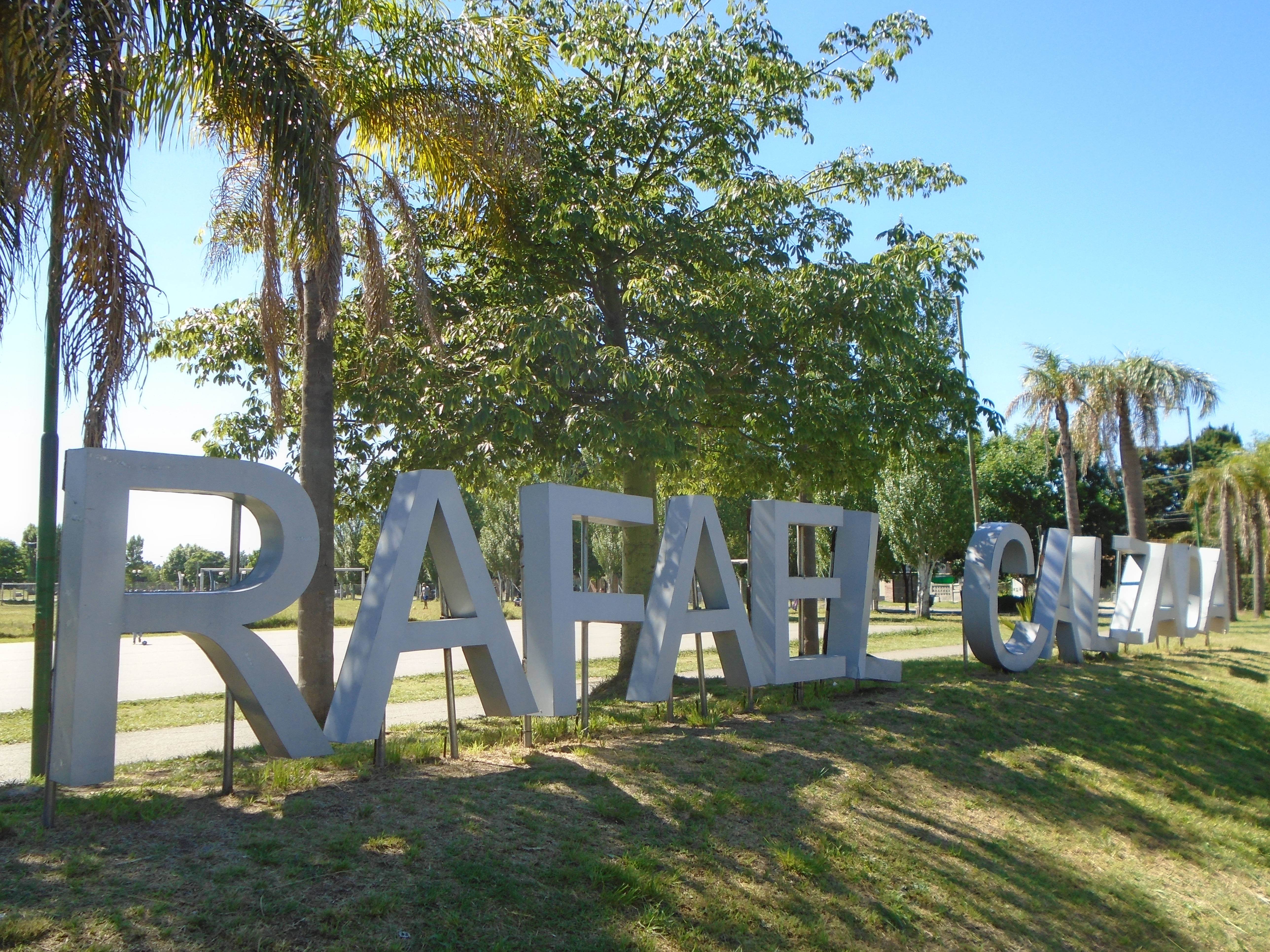
Polideportivo de la estación (Rafael Calzada).

## Actividades deportivas y recreativas
Se realizan en diversas instituciones donde se practica gimnasia, basquetbol, fútbol, tenis, bochas, juegos de salón, karate, ajedrez, pelota a paleta, voleibol, etc. complementado con el funcionamiento de colonias de vacaciones, piletas de natación, actividades culturales, bailes, etc.
También en el polideportivo de la ciudad, que se halla en una de las salidas de la estación del ferrocarril se puede realizar actividades como atletismo, mountain bike y caminatas recreativas.

## Ciudad de Rafael Calzada
La localidad de Rafael Calzada es declarada ciudad en 1969, por decreto del Superior Gobierno de la Provincia de Buenos Aires, luego de exitosas gestiones de las fuerzas vivas locales.

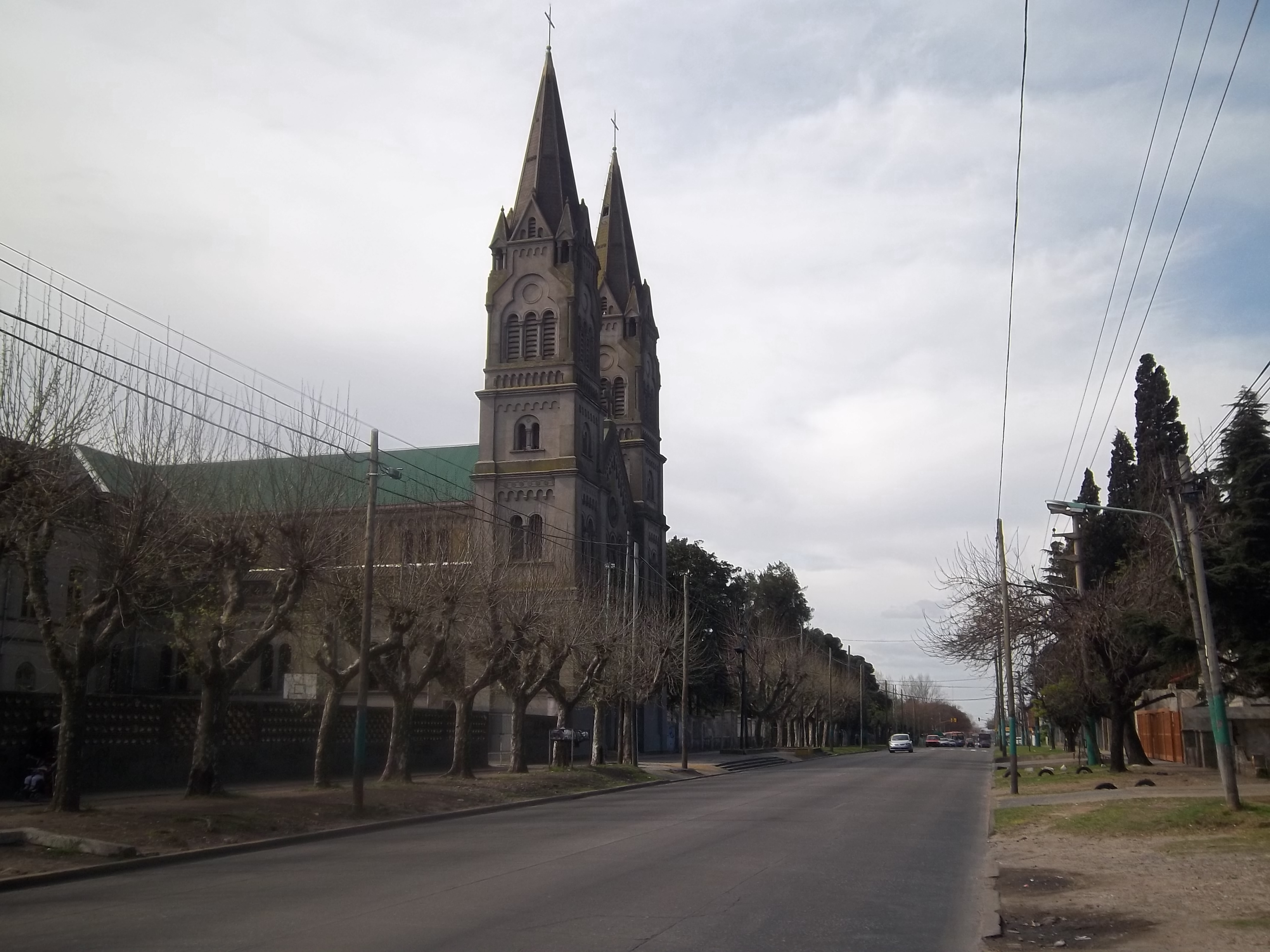
Parroquia Santísima Trinidad

## Parroquia Santísima Trinidad
La historia de la parroquia Santísima Trinidad comienza con la decisión de la Congregación del Verbo Divino de levantar una iglesia para el Seminario de Misioneros que se construyó en 1920. El 12 de marzo se colocó la piedra fundamental de la futura iglesia realizándose los trabajos en varias etapas que finalizaron en 1943. El 10 de junio de 1933 el Arzobispo de La Plata, Monseñor J. Chimento realizó la consagración de la iglesia y el 11 de junio el Nuncio Felipe Cortesi celebró la Misa Pontifical.
Por su rica historia, por la coherencia arquitectónica de su construcción, y por sobre todo por esa irradiación espiritual, cultural y social, este templo es el de mayor envergadura de la zona sur, y un símbolo que distingue a Rafael Calzada.
El plano y todos los detalles arquitectónicos fueron diseñados por el Padre Juan Beckert, quien había realizado el plano y el diseño de la actual Basílica del Espíritu Santo en la Ciudad de Buenos Aires (barrio de Palermo). Su construcción fue encargada al Sr. Juan Fogeler, que luego levantará la Sociedad de Fomento y el Convento «Regina Apostolorum».
La decoración arquitectónica interior se inspira en elementos de diferentes épocas, las columnas marmoladas de la época bizantina, las guardas y los relieves de la carolingia.

## Cultura

### Coral de Cámara de Rafael Calzada
https://coralrafaelcalzada.com/
El coral de cámara de Rafael Calzada, inició su formación en el año 1989, más precisamente el 19 de maño de ese año, por el entuciasmo de algunos vecinos amantes de la buena música. Hoy sigue en su camino de crecimiento y transformación permanente gracias a la permanente dedicación de su director Carlos A. Jaimes y a a todos los integrantes que año tras año se reúnen para seguir transmitiendo música coral de excelentísimo nivel.
Desde su formación, el coro estableció que no perseguiría fines de lucro, políticos o religiosos.
En la actualidad, el coro está formado por aproximadamente 30 voces, siendo su repertorio variado: obras del cancionero popular, folklore argentino y latinoamericano, música ciudadana, cancionero romántico alemán, renacimiento español e italiano y negros spirituals.
Desde su iniciación, el coro se presentó en diversos auditorios, algunos de los cuales detallamos a continuación:
Auditorio del Colegio de Nuestra Sra. de Lujan (Adrogué), compartiendo el escenario con el Coro del Banco Provincia.
Teatro Municipal Roma.
Teatro Municipal Gral. San Martín (con el patrocinio del Consulado General de Italia).
Anfiteatro del Parque Centenario (Concierto Organizado por el centro de divulgación musical del Teatro Gral San Martin).
Auditorio Asociación San Martiniana de Lomas de Zamora.
Teatro Gran Regio.
Participó en diferentes encuentros corales organizados por municipios destacándose en particular el Rauch Coral 91′ y en la ciudad de Puerto Rico (Misiones) en el mes de noviembre de 1993 y octubre de 1996.
Cantó en vivo en Radio Municipal y fue invitado como coro anfitrión en la presentación del Coro Polifónico Nacional en la Ciudad de Rafael Calzada con motivos del aniversario del partido de Almirante Brown.
Intervino en la Exposición Feria Internacional de Buenos Aires «El libro del autor al lector» (Expobiblia 96’y 97′).
Museo Fernández Blanco (Suipacha 1422 Capital Federal).
Ha participado en Octava Edición de la Primavera Coral del Chubut, del 15 al 18 de octubre de 1998, comprendiendo en las ciudades de Puerto Madryn, Donovan, Trelew y Rawson, declarada de interés Provincial.
(Decreto Nº1066/98 Gobierno de la Provincia de Chubut) y de Interés Municipal (Ord. Nº31/98 Consejo Deliberante de la ciudad de Puerto Madryn).

## Personalidades Públicas
Gastón Sebastián Serrano, más conocido como “Dtoke” (Rafael Calzada, 9 de enero de 1986). Es un Freestyler y MC, ganador de la Batalla de Gallos 2013 que tuvo lugar en Argentina. Participó en las ediciones internacionales del 2013, 2014 y 2015.
Nicolás Alejandro Tagliafico (Rafael Calzada, 31 de agosto de 1992). Jugador de fútbol. Surgido en el Club Villa Calzada, jugó en el Club Atlético Banfield y en el Club Atlético Independiente, y fue tricampeón con la selección Argentina de fútbol.
Axel Patricio Fernando Witteveen (Rafael Calzada, 1 de enero de 1977), más conocido como Axel, es un cantante y compositor argentino. Ha sido galardonado con cinco Premios Carlos Gardel, un MTV Europe Music Awards, un MTV Latinoamérica, dos 40 principales, un MTV Millennial Awards, un Kids Choice Awards Argentina, un TVyNovelas, un Heat Latin Music Awards, entre otros.
Emilia Delfino (Rafael Calzada, 3 de junio de 1983). Es licenciada en Comunicación Periodística de la Universidad Católica Argentina (UCA). En 2005, ingresó como redactora de la sección Política de Diario Perfil, donde comenzó a cubrir casos de Derechos Humanos y el reemergente poder del sindicalismo. Es coautora de dos libros: El hombre del camión, la biografía no autorizaba de Hugo Moyano; y La Ejecución, la historia del triple crimen de General Rodríguez y el tráfico de efedrina. Desde 2012, es subeditora de Política en Perfil. Miembro ICIJorg investiga los panamapapers. Recibió el Premio Konex 2017 gráfica.
Nicolás De Martini. Jugador de fútbol, defensor del Club Atlético Temperley.
Leonardo Costas. Jugador de fútbol, realizó las divisiones formativas en Banfield, y jugó en Independiente de Avellaneda y Temperley.
Luis Oscar Liberti (Rafael Calzada, 1954). Religioso y presbítero de la Congregación del Verbo Divino. Doctor en Teología por la Pontificia Universidad Católica Argentina (UCA). Docente y Director del Departamento de Teología Pastoral en la Facultad de Teología (UCA) y en el Centro de Estudios Filosóficos y Teológicas (CEFyT) de Córdoba. Entre otros intereses, investigador de la historia teológica pastoral argentina y latinoamericana.
Marta Hauth Ciudadana Ilustre de Almirante Brown y Personalidad Celebre del Bicentenario Argentino, se desempeñó como  Profesora de Dibujo y Pintura e Inglés del Instituto Juan Pablo I de Rafael Calzada.

Gabriela Prado, (https://www.gabrielaprado.com.ar/) Egresada de la Escuela Nacional de Danzas, del taller de Danza Contemporánea del Teatro General San Martín y de la UNLZ, Licenciada en Psicopedagogía. Ha completado estudios en la Trisha Brown School of Dance de Nueva York, Alexander Technique (Ámsterdam), Action-Theater (San Francisco) Improvisación (Banyolas, Berlín, Viena y Bruselas) y acompañado al legendario grupo Nucleodanza.
Sus coreografías han recibido destacados Premios Teatro del Mundo 2008, Mención Premios Mac Station, Paradigma Digital, así como recorrido festivales de USA, Europa, América y el interior de nuestro país.
Se le han comisionado obras para: el Ballet del Teatro San Martín, el Centro de Experimentación del Teatro Colón, la Compañía de Danza de la UNA, Centro Cultural Rojas (UBA). En su carácter de artista investigadora se destacan sus obras experimentales, la incursión en el video danza y la docencia. Es docente titular de cátedra de carreras de Grado y Posgrado, de los Departamentos de Movimiento y Artes Dramáticas de la Universidad Nacional de las Artes, UNA.